# Rocket Man
"Rocket Man" là ca khúc sáng tác bởi Elton John và Bernie Taupin. Ca khúc được viết theo cảm hứng từ ca khúc "Space Oddity" năm 1969 của David Bowie (cả hai đều được sản xuất bởi Gus Dudgeon), tuy nhiên theo cuốn His Song: The Musical Journey of Elton John của Elizabeth Rosentha, ca khúc này được Taupin viết nên sau khi nhìn thấy một ngôi sao băng khi đang ngồi trên máy bay. Nội dung của ca khúc đề cập tới việc một phi hành gia vũ trụ không còn được coi là người hùng nữa, song vẫn "thường xuyên bận bịu", từ đó dẫn tới câu mở đầu: "She packed my bags last night, pre-flight. Zero hour: 9 a.m. And I'm gonna be high as a kite by then."
Ca khúc được đưa vào album Honky Château (1972) của John dưới nhan đề "Rocket Man (I Think It's Going to Be a Long, Long Time)", trở thành đĩa đơn nổi tiếng, đạt vị trí số 2 tại Anh và số 6 tại Mỹ.

## Thành phần tham gia sản xuất
- David Hentschel – ARP synthesizer.
- Elton John – piano, hát.
- Davey Johnstone – guitar, hát nền.
- Dee Murray – bass, hát nền.
- Nigel Olsson – trống, hát nền.

## Xếp hạng
| Bảng xếp hạng (1972)       | Vị trí cao nhất |
| -------------------------- | --------------- |
| UK Singles Chart           | 2               |
| German Singles Chart       | 18              |
| Irish Singles Chart        | 6               |
| Italian Singles Chart      | 6               |
| U.S. Billboard Pop Singles | 6               |
| Bảng xếp hạng (2008)       | Vị trí cao nhất |
| Norwegian Singles Chart    | 18              |